# Медаль «В ознаменування відновлення імперської столиці»
Медаль «В ознаменування відновлення імперської столиці» (яп. 帝都復興記念章月三年五和昭) — медаль Японської імперії.

## Історія
Медаль була заснована 12 серпня 1930 року імператорським едиктом №148. Медаль вручалася людям, які брали участь у проекті реконструкції Токіо землетрусу Канто. Нагорода випускалася на Осакському Монетному Дворі. Автор дизайну медалі — скульптор Сьокічі Хата.
Вручалася нагорода в урочистій обстановці.

## Опис
Медаль виготовлялася із срібла та має форму правильного кола діаметром 30 мм з товщиною гурту 2 мм. На аверсі, по центру зображений діловий район Маруноучі в Токіо відбудований після землетрусу Канто. У нижній частині медалі — зображення квітучої вишні, у верхній частині — зображення імператорського герба (хризантеми). На реверсі — ієрогліфічний напис японською мовою: вертикальний напис 帝都復興記念, горизонтальний — 月三年五和昭 (укр. Святкування відновлення імператорської столиці).
У верхній частині вушка робилося тавро (латинська літера М) що означає, що медаль зроблена Осакському Монетному Дворі.
Медаль носилася на лівій стороні грудей.  Стрічка виконана з муарового шовку, складається з п'яти смуг вертикального напрямку зеленого, білого, зеленого, білого і зеленого кольорів.
Разом з медаллю вручався нагородний лист та футляр пурпурового кольору, із золотим написом ієрогліфами «Святкування відновлення імператорської столиці».
Існувала також жіноча версія медалі. Вона вирізнялася тим, що замість класичної стрічки був бант. Футляр, відповідно, був ширшим.

## Галерея

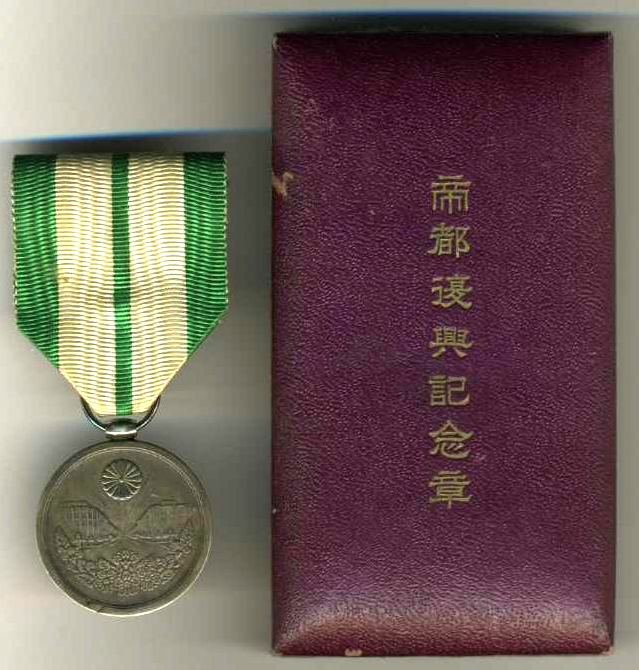
Медаль і футляр.
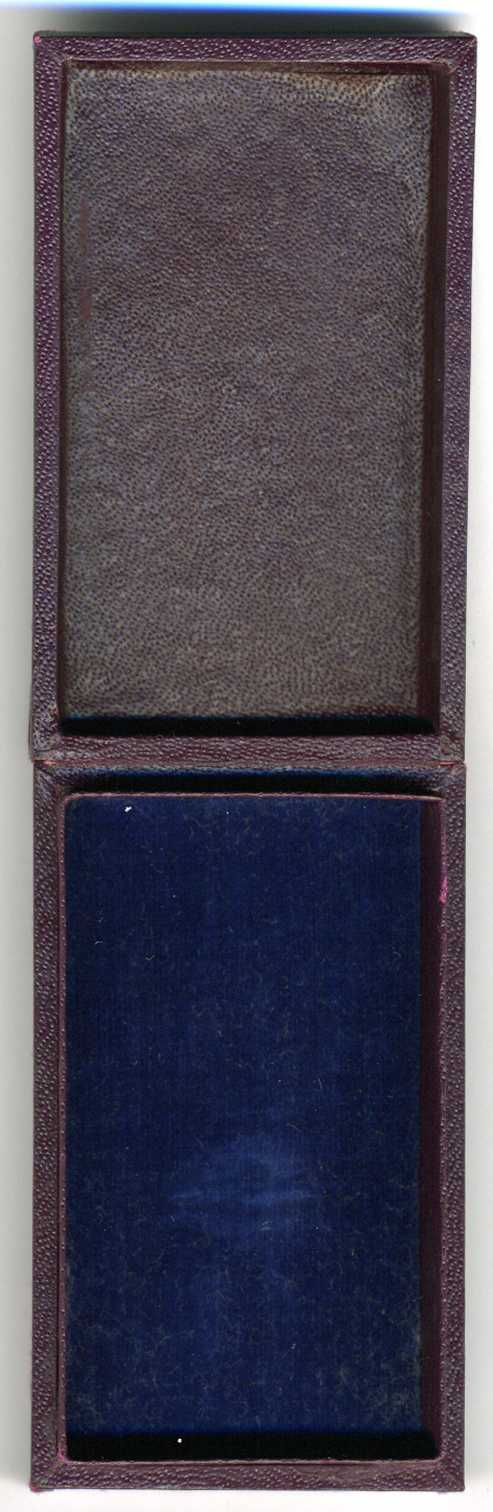
Внутрішній вигляд футляру.
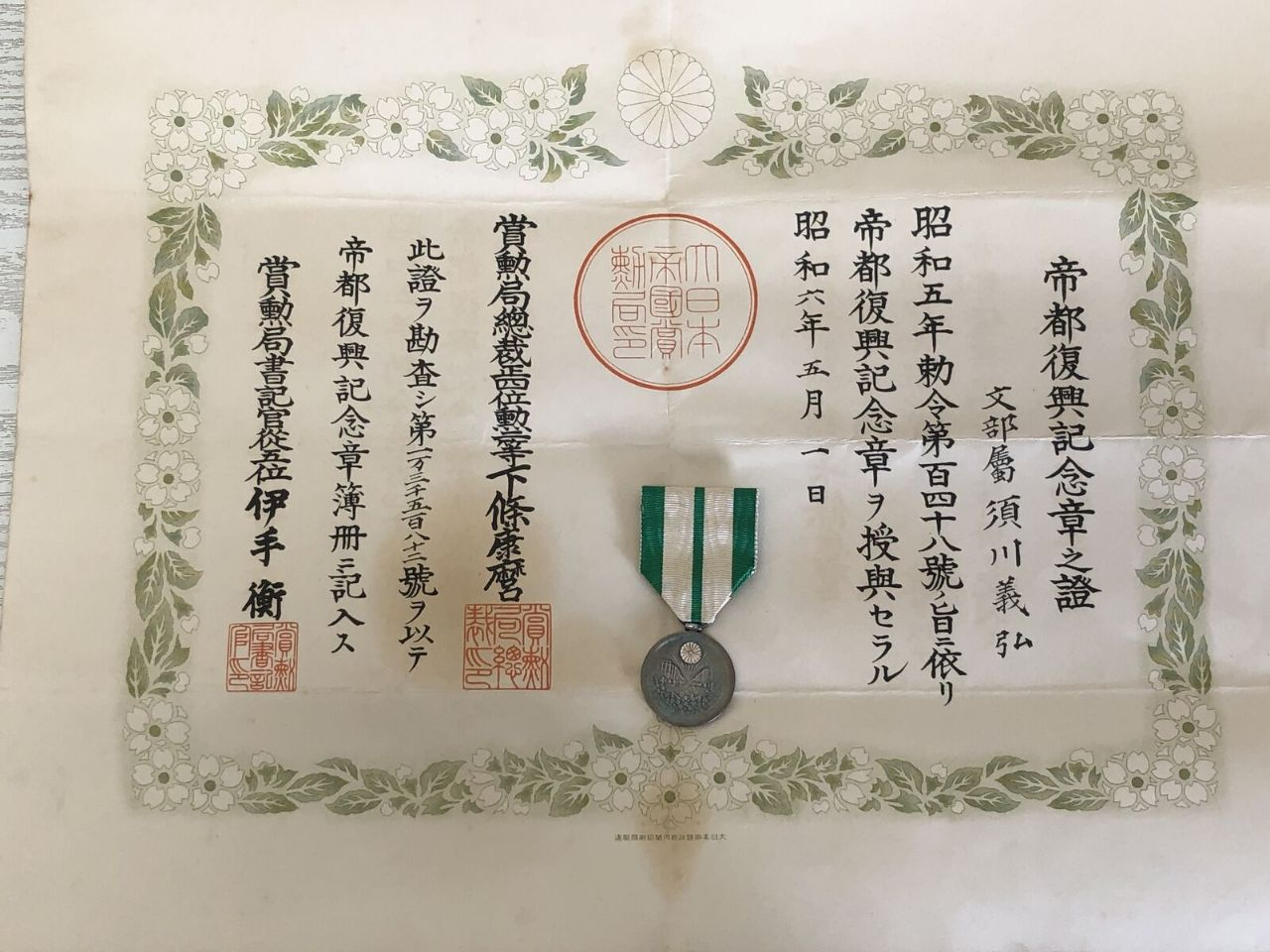
Нагородний сертифікат.
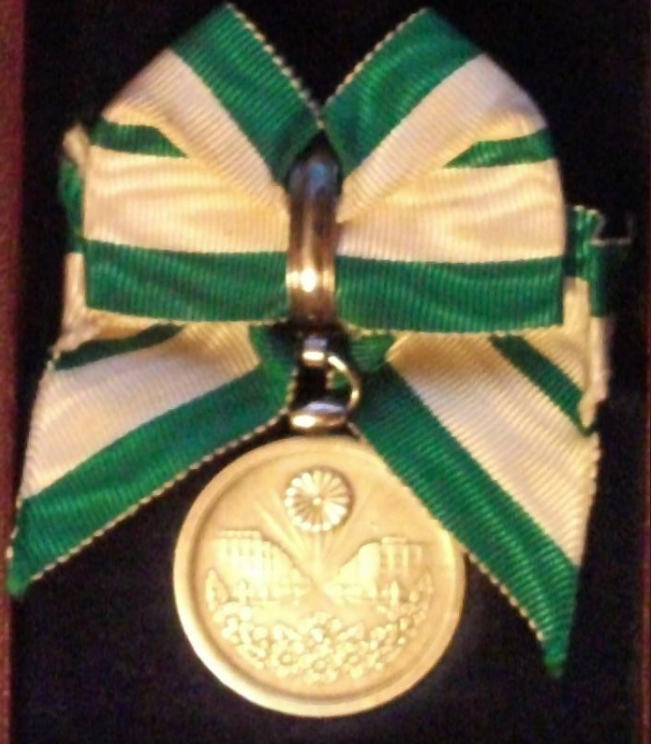
Жіноча версія медалі.